# Ставничий Роман Омелянович
Рома́н Омелянович Ставни́чий (15 травня 1889, с. Куропатники, Бережанський повіт, Австро-Угорщина – 17 листопада 1959, м. Баффало, США) — український військовий суддя, хоровий диригент і педагог.

## Життєпис
Народився 15 травня 1889 року у селі Куропатники Бережанського повіту в сім'ї управителя школи. 
Закінчив Бережанську гімназію. Навчався на юридичному факультеті Львівського університету, з якого був відрахований у 1911 році за участь у мітингу за український університет. Продовжив навчання у Чернівецькому університеті.
Учився в Музичному інституті імені Лисенка у Львові.
У роки Першої світової війни виконував обов’язки судді при дивізійнім суді крайової оборони в м. Перемишлі.
Потрапивши в полон, був з 1916 року на засланні до Сибіру (Ангара).
B часи ЗУНР перебував в УГА у 8-ій Самбірській бригаді і був членом Польового Суду 3-го корпусу УГА, а згодом і ЧУГА. Після роззброєння 3-ї бригади поляками у квітні 1920 p. перебував у таборі для інтернованих у Тухолі (Польща).
Повернувся 1921 з полону в Коломию,  працював спочатку помічником адвоката в канцелярії Андрія Чайковського, а з 1935 до 1939 очолював цю канцелярію. 
У Коломиї також відновив роботу заснованого ще Денисом Січинським хору «Боян» і до початку 30-х років був його диригентом, організував хор «Каменяр» та Музичне товариство ім.М.Лисенка, при якому була відкрита музична школа. Крім того, за його ініціативою було створено духовий оркестр при товаристві «Сокіл» та симфонічний оркестр при Товаристві ім. М.Лисенка. 
Диригент і вчитель музики у Бережанах, Яворові, Коломиї і на еміграції в Німеччині та у США (Буффало).